# Gabriele Bonomi
Gabriele Bonomi (Montodine, 15 aprile 1927 – Pavia, 4 febbraio 2005) è stato un medico italiano, autore di numerose pubblicazioni sulla sessualità coniugale.

## Biografia
Dopo la laurea in medicina, con una tesi di deontologia ottenuta all'Università di Pavia, inizia l'attività di medico di famiglia e, parallelamente, un'attività dedicata alla ricerca per la promozione integrale della persona e in particolare nella relazione amorosa di coppia.
Cattolico praticante, un anno dopo la pubblicazione dell'enciclica De propagazione humanae prolis recte ordinanda (Humanae Vitae) di Paolo VI iniziava la pubblicazione della rivista La coppia, voluta da Bonomi come "guida per la soluzione dei problemi della sessualità coniugale". Già da tempo in realtà le sue pubblicazioni erano diventate strumento di divulgazione per l'educazione della coppia a partire dal 1962, in particolare il testo Note pratiche per vivere il matrimonio secondo natura.
La sua esperienza come medico di base gli ha permesso di conoscere direttamente le difficoltà della gente nel vivere felicemente il proprio matrimonio. Le sue doti comunicative lo hanno reso capace di proporre a tutti le conoscenze che via via stava maturando nel campo della conoscenza dei ritmi di fertilità.
Gli studi universitari di medicina riferiti agli indicatori dell'ovulazione e la scuola di specialità in endocrinologia rappresentano sicuramente il punto di partenza di tutte le intuizioni che per anni hanno caratterizzato la sua attività di medico e di uomo impegnato nel campo dell'educazione sessuale.
Negli anni sessanta in tutto il mondo si discuteva su nuove strategie per conoscere i ritmi di fertilità e offrire a tutte le coppie la possibilità concreta di regolare le nascite "nel rispetto del corpo e della natura" ovvero senza il ricorso alla contraccezione artificiale.
Gabriele Bonomi si mise subito in contatto con alcuni dei più importanti ricercatori sul campo: il dottor John Billings in Australia, dal cui metodo prese in seguito apertamente le distanze, il dottor Joseph Roetzer in Austria, il dottor Keefe negli Stati Uniti, il dottor Welters nei Paesi Bassi. Le comunicazioni epistolari e gli incontri lo spinsero a definire in Italia per primo un nuovo metodo naturale di regolazione delle nascite: Il metodo della chiara d'uovo, più tecnicamente definito come Il metodo del muco cervicale.
Il suo impegno veniva messo quindi a disposizione anche in campo pastorale per la formazione di giovani, coppie, fidanzati e coniugi, e nel 1973 fonda il Movimento Humanae vitae. Tutta l'esperienza maturata nelle innumerevoli consulenze inerenti ai ritmi naturali di fertilità rafforzava sempre più in lui la convinzione che Paolo VI avesse scritto un'Enciclica profetica, in quanto secondo lui non affrontava solo il problema bioetico della contraccezione, ma sanciva il valore nell'amore coniugale vissuto secondo un ordine naturale "voluto da Dio per il bene degli uomini".
Cogliendo questo messaggio nel 1969 era nato a Pavia il Centro Studi Pavese di Sessuologia, che nel 1979 avrebbe dato origine al Coordinamento operatori Metodi Naturali per la formazione di esperti nel campo dell'insegnamento dei ritmi di fertilità femminili. Nel 1984 veniva pubblicata la rivista di approfondimento Problemi di sessualità e fecondità umana e la prima edizione del manuale I metodi naturali, di certo la pubblicazione più nota di Bonomi.
In seguito, il centro di Pavia veniva rinominato in Istituto di Ricerca Sessualità e Fecondità, al quale, secondo le stime interne, nel 2004 si erano rivolte millecinquecento coppie.
Sempre nel 2004, dopo un colloquio con una donna africana, Bonomi ebbe l'intuizione di creare una scuola popolare di insegnamento dei metodi naturali di regolazione delle nascite con sussidi semplici da leggere e note pratiche esemplificate, per rendere il messaggio più comprensibile.